# Sangkaragung
Sangkaragung is een bestuurslaag in het regentschap Jembrana van de provincie Bali, Indonesië. Sangkaragung telt 2778 inwoners (volkstelling 2010).